# Velika nagrada Turčije 2007
Velika nagrada Turčije 2007 je bila dvanajsta dirka Svetovnega prvenstva Formule 1 v sezoni 2007. Odvijala se je 26. avgusta 2007 na dirkališču Istanbul Racing Circuit.

## Rezultati

### Kvalifikacije
| Poz | Dirkač               | Konstruktor        | 1. del   | 2. del   | 3. del   |
| --- | -------------------- | ------------------ | -------- | -------- | -------- |
| 1   | Felipe Massa         | Ferrari            | 1:27,488 | 1:27,039 | 1:27,329 |
| 2   | Lewis Hamilton       | McLaren-Mercedes   | 1:27,513 | 1:26,936 | 1:27,373 |
| 3   | Kimi Räikkönen       | Ferrari            | 1:27,294 | 1:26,902 | 1:27,546 |
| 4   | Fernando Alonso      | McLaren-Mercedes   | 1:27,328 | 1:26,841 | 1:27,574 |
| 5   | Robert Kubica        | BMW Sauber         | 1:27,997 | 1:27,253 | 1:27,722 |
| 6   | Nick Heidfeld        | BMW Sauber         | 1:28,099 | 1:27,253 | 1:28,037 |
| 7   | Heikki Kovalainen    | Renault            | 1:28,127 | 1:27,039 | 1:28,491 |
| 8   | Nico Rosberg         | Williams-Toyota    | 1:28,275 | 1:27,750 | 1:28,501 |
| 9   | Jarno Trulli         | Toyota             | 1:28,318 | 1:27,801 | 1:28,740 |
| 10  | Giancarlo Fisichella | Renault            | 1:28,313 | 1:27,880 | 1:29,322 |
| 11  | Anthony Davidson     | Super Aguri-Honda  | 1:28,304 | 1:28,002 |          |
| 12  | Mark Webber          | Red Bull-Renault   | 1:28,500 | 1:28,013 |          |
| 13  | David Coulthard      | Red Bull-Renault   | 1:28,395 | 1:28,100 |          |
| 14  | Alexander Wurz       | Williams-Toyota    | 1:28,360 | 1:28,390 |          |
| 15  | Vitantonio Liuzzi    | Toro Rosso-Ferrari | 1:28,798 |          |          |
| 16  | Ralf Schumacher      | Toyota             | 1:28,809 |          |          |
| 17  | Takuma Sato          | Super Aguri-Honda  | 1:28,953 |          |          |
| 18  | Sebastian Vettel     | Toro Rosso-Ferrari | 1:29,408 |          |          |
| 19  | Adrian Sutil         | Spyker-Ferrari     | 1:29,861 |          |          |
| 20  | Sakon Jamamoto       | Spyker-Ferrari     | 1:31,479 |          |          |
| 21* | Jenson Button        | Honda              | 1:28,373 | 1:28,220 |          |
| 22* | Rubens Barrichello   | Honda              | 1:28,792 | 1:28,188 |          |

- *Kazen desetih mest zaradi menjave motorja.

### Dirka
| Poz | Št | Dirkač               | Konstruktor        | Krogi | Čas/Odstop     | Št. m. | Toč |
| --- | -- | -------------------- | ------------------ | ----- | -------------- | ------ | --- |
| 1   | 5  | Felipe Massa         | Ferrari            | 58    | 1:26:42,161    | 1      | 10  |
| 2   | 6  | Kimi Räikkönen       | Ferrari            | 58    | + 2,275 s      | 3      | 8   |
| 3   | 1  | Fernando Alonso      | McLaren-Mercedes   | 58    | + 26,181 s     | 4      | 6   |
| 4   | 9  | Nick Heidfeld        | BMW Sauber         | 58    | + 39,674 s     | 6      | 5   |
| 5   | 2  | Lewis Hamilton       | McLaren-Mercedes   | 58    | + 45,085 s     | 2      | 4   |
| 6   | 4  | Heikki Kovalainen    | Renault            | 58    | + 46,169 s     | 7      | 3   |
| 7   | 16 | Nico Rosberg         | Williams-Toyota    | 58    | + 55,778 s     | 8      | 2   |
| 8   | 10 | Robert Kubica        | BMW Sauber         | 58    | + 56,707 s     | 5      | 1   |
| 9   | 3  | Giancarlo Fisichella | Renault            | 58    | + 59,491 s     | 10     |     |
| 10  | 14 | David Coulthard      | Red Bull-Renault   | 58    | + 1:11,009     | 13     |     |
| 11  | 17 | Alexander Wurz       | Williams-Toyota    | 58    | + 1:19,628     | 14     |     |
| 12  | 11 | Ralf Schumacher      | Toyota             | 57    | +1 krog        | 16     |     |
| 13  | 7  | Jenson Button        | Honda              | 57    | +1 krog        | 21     |     |
| 14  | 23 | Anthony Davidson     | Super Aguri-Honda  | 57    | +1 krog        | 11     |     |
| 15  | 18 | Vitantonio Liuzzi    | Toro Rosso-Ferrari | 57    | +1 krog        | 15     |     |
| 16  | 12 | Jarno Trulli         | Toyota             | 57    | +1 krog        | 9      |     |
| 17  | 8  | Rubens Barrichello   | Honda              | 57    | +1 krog        | 22     |     |
| 18  | 22 | Takuma Sato          | Super Aguri-Honda  | 57    | +1 krog        | 17     |     |
| 19  | 19 | Sebastian Vettel     | Toro Rosso-Ferrari | 57    | +1 krog        | 18     |     |
| 20  | 21 | Sakon Jamamoto       | Spyker-Ferrari     | 56    | +2 kroga       | 20     |     |
| 21  | 20 | Adrian Sutil         | Spyker-Ferrari     | 53    | Pritisk goriva | 19     |     |
| Ods | 15 | Mark Webber          | Red Bull-Renault   | 9     | Hidravlika     | 12     |     |